# Leopold von Orlich
Leopold Ludwig von Orlich (* 30. Juni 1804 in Stallupönen; † 2. Juni 1860 in London) war ein preußischer Offizier und Autor.

## Leben
Von Orlich war der zweite Sohn des preußischen Majors Ludwig Julius von Orlich (1755 – 26. August 1810) und dessen Ehefrau Freiin Frederike Charlotte von Klingspor (* 1771). Er hatte neun Geschwister, von denen beim Tod des Vaters noch fünf lebten:
- Amalie Philippine von Orlich (1797–1836) ⚭ 1815 mit dem Generalmajor Johann Heinrich von Schachtmeyer
- Johanna Sophia von Orlich (1800–1848) ⚭ 1819 mit Kapitän Heinrich Friedrich von Below (1792–1850/1855)
- Wilhelm Ernst von Orlich (1802–1870) ⚭ 1827 mit Caroline von Pelet-Narbonne
- Rosalie Friederike von Orlich (* 1808) ⚭ 1829 mit dem Badearzt D. Sick
- Gustav Ludwig von Orlich (* 1810)

Er heiratete im Herbst 1847 Mary Euphemia Mathew (1809–1881), Tochter von George Mathew (1760–1846) von Fowlers Hall in Kent und dessen Frau Euphemia Hamilton. Friedrich von Witzleben fertigte um 1847 eine Bleistiftskizze von ihm an, die später auch als Lithografie vervielfältigt wurde. Unter dem Bildnis stand sein Name und der Wahlspruch: lateinisch Deo Parere Libertas Est.

### Militärlaufbahn
Von Orlich wurde im Alter von 8 Jahren 1812 in das Kadettenkorps zu Potsdam gegeben, in dem er zehn Jahre lang militärisch ausgebildet wurde. Seine Mutter erwirkte, dass er, nachdem er am 6. April 1822 zunächst als Portepeefähnrich dem 33. Infanterieregiment zugeteilt worden war, am 12. April zum preußischen Kaiser-Alexander-Regiment versetzt wurde, wo er am 19. November zum Sekondeleutnant befördert wurde. Im den Jahren 1832 bis 1835 arbeitete er im topographischen Büro in Berlin. Schon als Leutnant verfasste und veröffentlichte er Geschichtswerke. 1836 folgte die Ernennung zum Premierlieutenunt und am 17. Januar 1842 zum Hauptmann. Kurz nach seiner Beförderung zum Hauptmann und Kompaniechef erhielt er im Frühling 1842 die Genehmigung sich auf Kosten des Staates der Englischen Armee in Ostindien anzuschließen, um von dort aus am Feldzug gegen Afghanistan (Erster Anglo-Afghanischer Krieg) teilzunehmen. Er hoffte, wie er selbst schrieb:

„in den Reihen der britischen Armee diejenigen Kriegserfahrungen zu gewinnen, welche ein vieljähriger Friede seinem vaterländischen Heere versagte“

Am 1. Juli 1842 schiffte er sich in Southampton ein und erreichte am 6. August Bombay. Er kam in den Generalstab unter Robert Henry Sale, der einen neuen Feldzug vorbereitete. Er reiste mit Verstärkung an die Front, der Krieg war aber beendet, als er dort ankam. Briefe dieser Reise erschienen 1845 als Reisebeschreibung. Anfang 1843 begleitete er Maddock, den Vertreter des Gouverneurs von Indien, nach Lahore an der Hof des Maharadscha von Punjab, reiste noch etwas durch Indien, schiffte sich am 5. April in Madras ein und erreichte am 8. Juni Falmouth. Seine Erlebnisse in Indien veröffentlichte er in dem Buch Reisen in Indien, eines der ersten Bücher, welche in Deutschland mit Farbendrucktafeln illustriert wurden. Das Alexander-Regiment nahm im März 1848 ohne ihn an den Straßenkämpfen in Berlin teil und Orlich nahm kurz darauf, nachdem er  im April zum Major ernannt worden war, seinen Abschied. Bereits im Mai löste er seinen Hausstand in Berlin auf und ging mit seiner Frau nach London. Nach seinem Abschied vom Militär lebte er zumeist in England, wo er 1860 starb.

### Schriftstellerische Tätigkeit
Orlich nutze die Zeit, die er neben dem Militärdienst erübrigen konnte, um sich auch eine wissenschaftliche Bildung anzueignen. Er beschäftigte sich zunächst vorwiegend mit der kriegsgeschichtlichen Forschung, für die ihm der Historiker Johann David Erdmann Preuß beratend zur Seite stand. Der Ertrag aus seinen ersten beiden Veröffentlichungen ermöglichte es Orlich im Jahr 1839 eine längere Studienreise zu unternehmen. Er bereiste Frankreich, Italien, Österreich und die Schweiz. Dies führte dazu, dass er sich neben seinen geschichtlichen Forschungen auch geographischen Studien zuwandte. Er besuchte Vorlesungen bei Carl Ritter und stand in persönlichem Kontakt zu Alexander von Humboldt. Er pflegte Beziehungen zu den höchsten Kreisen der Gesellschaft und war mit dem Prinzen Wilhelm von Preußen befreundet, der wie schon sein Vater Friedrich Wilhelm von Preußen, Orlichs Mutter und seine Geschwister finanziell unterstützte.

## Auszeichnungen (Auswahl)
- 21. Januar 1844: Johanniter-Orden
- Januar 1844: Hausorden (Ehrenkette 1. Klasse) des Königs von Aude (Auszeichnung der preußischen Armee von einem indischen Fürsten oder Nabob. Der sogenannte „König von Aude“ war ein Vasall der britisch-oſtindischen Gesellschaft).[5]
- 6. Juni 1847: Dienstauszeichnungskreuz
- Mai 1859: Kommandeurkreuz II. Klasse des Ordens vom Zähringer Löwen[6]

## Schriften (Auswahl)
- Friedrich Wilhelm, der Große Kurfürst. Mittler, Berlin 1836 (Textarchiv – Internet Archive).
- Briefe aus England 1674–1678. Georg Reimer, Berlin 1837 (archive.org).
- Geschichte des preußischen Staates im 17. Jahrhundert. Ferdinand Dümmler, Berlin 1838–1839 (Band 1 archive.org, Band 2 archive.org, Band 3 archive.org).
- Geschichte der Schlesischen Kriege. G. Gropius, Berlin 1841 (Band 1 books.google.de, Band 2 books.google.de).
- Lebensbild des Fürften Moritz von Anhalt-Dessau. E. H. Schroeder, Berlin 1842 (books.google.de).
- Reise in Ostindien in Briefen an A. v. Humboldt und Karl Ritter. Leipzig 1845; 3. Auflage. 1858, 2 Bände (Band 1books.google.de, Band 2 books.google.de).
- Indien und seine Regierung. Berlin 1859–1861, 3 Bände (Band 1 books.google.de, Band 2 books.google.de).
- Sendschreiben an Lord W. über den Militair-Aufstand in Indien. 1857 (books.google.de).
- Travels in India. Band 1 (books.google.de).
- Indien und seine Regierung. G. Mayer, Leipzig 1859, Band 1: Allgemeine Geschichte von Indien von den frühesten Zeiten bis zum Jahre 1857. (archive.org), Band 2, 1. Abteilung: Geschichte und Colonisation der Länder Sind, Peng’ab, Geschichte des Königreichs Oude und Schilderung der birtisch-indischen Armee. (archive.org), Band 2, 2. Abteilung: Culturgeschichte Indiens, enthaltend Schilderungendes Castenwesens, religiösen Lebens, des Volkscharakters, der Erziehung und Mission, der Kunst und Wissenschaft, der Regierung und Verwaltung, der Produkte, des Handels und der Finanzen, des Landbaus und der Reiots.

Andere Beiträge
- Die Insel Ischia. In: Gesellschaft für Erdkunde zu Berlin (Hrsg.): Zeitschrift für allgemeine Erdkunde. Georg Reimer, Berlin 1853, S. 388–416 (Textarchiv – Internet Archive).